# Бају Виста (Луизијана)
Бају Виста (енгл. Bayou Vista) насељено је место без административног статуса у америчкој савезној држави Луизијана.

## Демографија
По попису из 2010. године број становника је 4.652, што је 301 (6,9%) становника више него 2000. године.
| Група             | 2000.         | 2010.         |
| Белци             | 3.962 (91,1%) | 3.891 (83,6%) |
| Афроамериканци    | 158 (3,6%)    | 346 (7,4%)    |
| Азијати           | 11 (0,3%)     | 43 (0,9%)     |
| Хиспаноамериканци | 111 (2,6%)    | 209 (4,5%)    |
| Укупно            | 4.351         | 4.652         |